# Theophrastoideae
Theophrastoideae là danh pháp khoa học của một phân họ trong họ Primulaceae sensu lato của bộ Ericales, được sử dụng trong hệ thống APG III năm 2009. Như định nghĩa hiện tại, phân họ này chứa 6-9 chi và khoảng 105 loài cây gỗ hay cây bụi cũng như cây thân thảo, chủ yếu là bản địa của khu vực nhiệt đới châu Mỹ, nhưng cũng có ở Australia, New Zealand, Cape thuộc Nam Phi cũng như thưa thớt tại vùng nhiệt đới tới ôn đới thuộc Cựu thế giới.
Hệ thống APG II năm 2003 coi phân họ này như một họ có danh pháp Theophrastaceae Link có ở vùng nhiệt đới châu Mỹ và đặt nó trong bộ Ericales (một nhóm cơ sở trong nhánh Cúc (asterids)). APG II cũng đưa chi Samolus (trước đây coi là họ độc lập với danh pháp Samolaceae Rafinesque) với khoảng 15 loài vào trong họ này, và làm tăng đáng kể phạm vi phân bố của họ Theophrastaceae.

## Các chi
Phân loại dưới đây lấy theo APG III và các chi xếp trong các tông lấy theo GRIN với sự bổ sung từ Bertil Ståhl:
- Phân họ Theophrastoideae: 6-9 chi và 105 loài
  - Tông Samoleae. Đồng nghĩa: Samolaceae Rafinesque. Phân bố tại châu Mỹ, nhưng cũng có ở Australia, New Zealand, Cape thuộc Nam Phi, cũng như thưa thớt tại vùng nhiệt đới tới ôn đới thuộc Cựu thế giới. Khoảng 15 loài cây thân thảo ưa nước.
    - Samolus: thủy hồi thảo, phiền lộ nước.

  - Tông Theophrasteae. Đồng nghĩa Theophrastaceae Link, 1829. Phân bố tại vùng nhiệt đới châu Mỹ. Khoảng 90 loài cây gỗ và cây bụi. Đa dạng nhất là các chi như Clavija (50 loài), Jacquinia (35 loài, nhưng có lẽ sẽ được chia nhỏ ra với sự phục hồi của chi Bonellia với 22 loài tách ra[5]). Hoa lưỡng tính hay đơn tính khác gốc-đa tính (chi Clavija). Quả chủ yếu là quả mọng, hiếm khi là quả hạch. Hệ thống Cronquist năm 1981 xếp trong bộ Primulales.
    - Clavija (bao gồm cả Horta, Zacintha): Khoảng 50 loài nhài đá, điểm địa mai tại vùng nhiệt đới Tân thế giới[6].
    - Bonellia: Khoảng 22 loài
    - Deherainia
    - Jacquinia (bao gồm cả Jaquinia): Nếu bao gồm cả Bonellia thì khoảng 35 loài.
    - Neomezia: 1 loài (Neomezia cubensis đặc hữu miền tây Cuba[7], trước đây nằm trong chi Deherainia).
    - Theophrasta
    - Votschia: 1 loài (Votschia nemophila đặc hữu của vùng duyên hải đông bắc Panama[8], trước đây nằm trong chi Jacquinia).

## Phát sinh chủng loài
Phát sinh chủng loài của Theophrastaceae s.s theo Ståhl (2010). Chi Samolus có quan hệ chị-em với Theophrastaceae s.s.
|  | \| \| Theophrasta \| \| \| \| \| \| Neomezia \| \| \| \| |
|  |                                                          |
|  | Clavija                                                  |
|  |                                                          |
|  | Theophrasta                                              |
|  |                                                          |
|  | Neomezia                                                 |
|  |                                                          |

|  | Theophrasta |
|  |             |
|  | Neomezia    |
|  |             |

|  | Jacquinia                                                                          |
|  |                                                                                    |
|  | \| \| Deherainia \| \| \| \| \| \| Votschia \| \| \| \| \| \| Bonellia \| \| \| \| |
|  |                                                                                    |
|  | Deherainia                                                                         |
|  |                                                                                    |
|  | Votschia                                                                           |
|  |                                                                                    |
|  | Bonellia                                                                           |
|  |                                                                                    |

|  | Deherainia |
|  |            |
|  | Votschia   |
|  |            |
|  | Bonellia   |
|  |            |

|  | \| \| Theophrasta \| \| \| \| \| \| Neomezia \| \| \| \| |
|  |                                                          |
|  | Clavija                                                  |
|  |                                                          |
|  | Theophrasta                                              |
|  |                                                          |
|  | Neomezia                                                 |
|  |                                                          |

|  | Theophrasta |
|  |             |
|  | Neomezia    |
|  |             |

|  | Jacquinia                                                                          |
|  |                                                                                    |
|  | \| \| Deherainia \| \| \| \| \| \| Votschia \| \| \| \| \| \| Bonellia \| \| \| \| |
|  |                                                                                    |
|  | Deherainia                                                                         |
|  |                                                                                    |
|  | Votschia                                                                           |
|  |                                                                                    |
|  | Bonellia                                                                           |
|  |                                                                                    |

|  | Deherainia |
|  |            |
|  | Votschia   |
|  |            |
|  | Bonellia   |
|  |            |